# Carrer de Sant Cebrià Alt (Salàs de Pallars)
El Carrer de Sant Cebrià Alt és una via pública de Salàs de Pallars (Pallars Jussà) inclosa a l'Inventari del Patrimoni Arquitectònic de Catalunya.

## Descripció
És un dels carrers del nucli antic, que uneix l'església amb la Plaça del Forn Vell i obert pel mig, amb arcades i porxos, a la Plaça del Mercat.

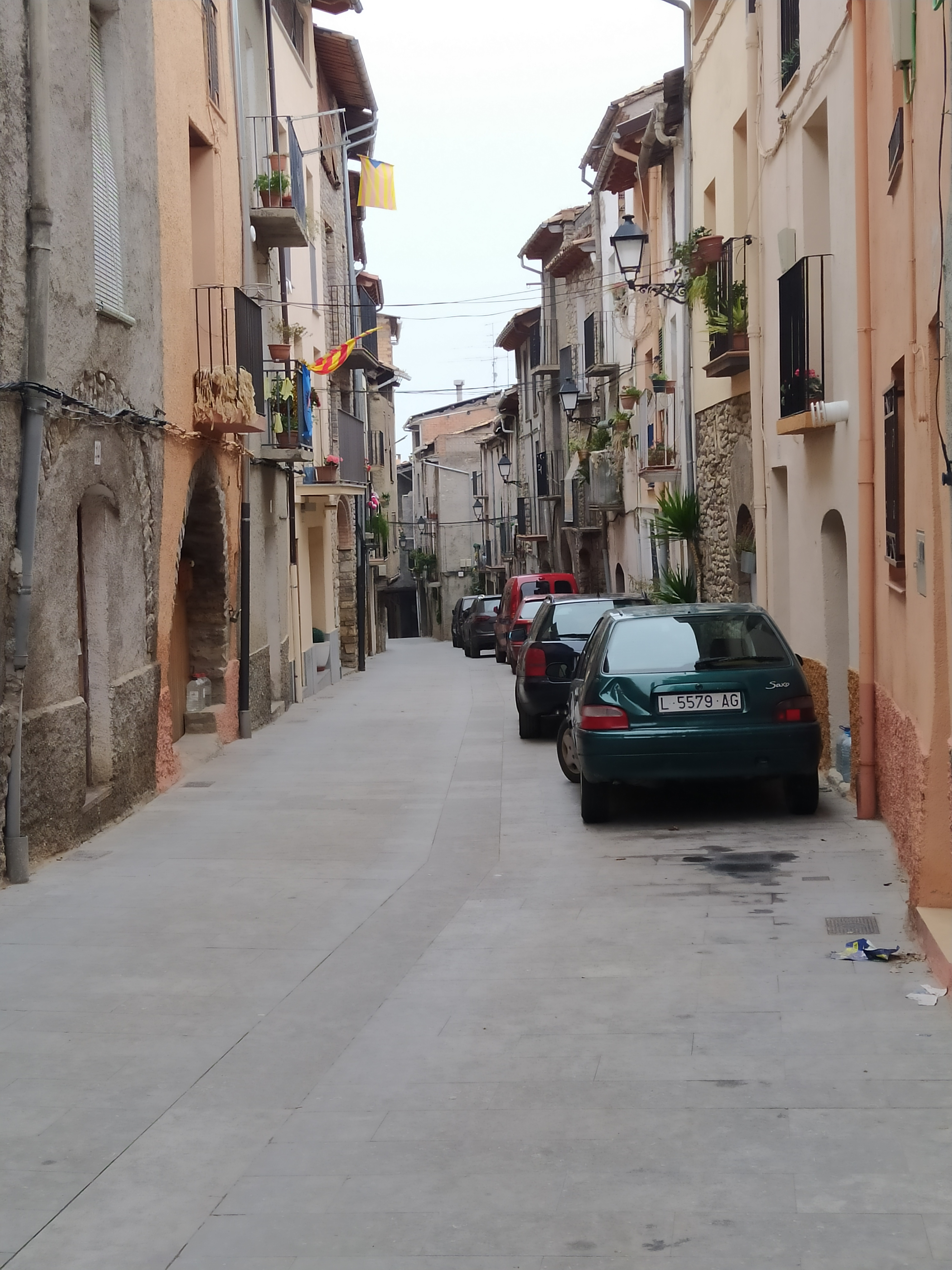
El Carrer Sant Cebrià Alt vist des de la Plaça del Forn Vell

Es divideix en dues portes, la del Salat i la del Boix, aquesta formant angle prop de l'església. Les edificacions són de tres a quatre plantes d'alçada amb cellers als soterranis, minant el carrer, i portals dovellats amb escuts pairals.
És part del conjunt medieval que conserva la tipologia del segle xv.

## Història
La població, esmentada ja el segle x, formà part del comtat, després marquesat, de Pallars.
El segle xv va ser l'època d'esplendor de la vila. Durant la Guerra dels Segadors hom hi encunyà moneda.